# Санкт-Петербургский университет ГПС МЧС России
Санкт-Петербургский университет Государственной противопожарной службы МЧС России им. Героя Российской Федерации генерала армии Е. Н. Зиничева — федеральное государственное бюджетное образовательное учреждение высшего образования пожарно-технического профиля, осуществляет подготовку специалистов для территориальных органов МЧС России всех субъектов федерации.

## История
История учебного заведения начинается с далекого 1906 года, когда 5 октября (18 октября по новому стилю) были открыты первые в России Курсы пожарных техников. Заведующим Курсами был назначен один из членов Попечительского Совета — Гласный Думы Фёдор Эдуардович фон Ландэзен.
К 1918 году курсы были реформированы в Пожарно-техническое училище.
В 1941 году переименованы во вторую пожарно-техническую школу ВПО НКВД СССР, 20 сентября того же года школу расформировали в связи с началом войны. Половина сотрудников и курсантов отправились на фронт защищать родину, другие остались для тушения пожаров в черте города.
В 1946 году школа вновь открыла свои двери, в сентябре обретая новое название. Теперь учебное заведение стало называться Ленинградское пожарно-техническое училище.
С 1953 года училищу поручена подготовка пожарных работников из целого ряда иностранных государств, таких как Венгрия, Монголия, Корея, Куба, Болгария, Афганистан, Гвинея-Бисау, Йемен, Вьетнам. Всего коллектив училища подготовил более тысячи специалистов из зарубежных стран.
С 1986 года училище преобразовано в Ленинградскую высшую пожарно-техническую школу МВД СССР, спустя одиннадцать лет на базе высшей школы создается институт пожарной безопасности МВД России. А с 1998 года институт входит в состав Санкт-Петербургского университета МВД России как факультет подготовки сотрудников Государственной противопожарной службы.
2002 год стал началом нового этапа истории учебного заведения. Постановлением Правительства от 13 августа создан Санкт-Петербургский институт Государственной противопожарной службы Министерства Российской Федерации по делам гражданской обороны, чрезвычайным ситуациям и ликвидации последствий стихийных бедствий.
В год 100-летия учебного заведения распоряжением Правительства Российской Федерации № 458 от 3 апреля 2006 года учебному заведению присвоен статус университета.
25 апреля 2022 года указом Президента Российской Федерации университету было присвоено имя Героя России Евгения Зиничева.
В 2025 году Санкт-Петербургский университет Государственной противопожарной службы МЧС России награждён орденом Почёта.

## Руководство
Начальник университета — генерал-лейтенант внутренней службы Богдан Васильевич Гавкалюк.

### Начальники учебного заведения
- Начальник Курсов пожарных техников фон Ландезен Федор Эдуардович, награждён орденом Святого равноапостольного князя Владимира IV степени, на занимаемой должности с 5 октября (18 октября по новому стилю) 1906 г. по 1908 г.
- Начальник Курсов пожарных техников Яворовский Павел Казимирович, профессор, на занимаемой должности с 1908 г. по 1920 г.
- Ректор института пожарных инженеров Яичков Константин Моисеевич, профессор, на занимаемой должности с 1920 г. по 1921 г.
- Начальник Ленинградского пожарного техникума воентехник 2-го ранга Бекташев, Василий Сергеевич; на занимаемой должности с 1924 г. по 1935 г.
- Начальник Ленинградского пожарного техникума полковник Яковлев Григорий Иванович; награды: Орден Ленина, ордена Отечественной войны I и II степени, Красного Знамени, медали, почетные знаки, на занимаемой должности с 1935 г. по 1939 г.
- Начальник Ленинградского пожарного техникума ВПО НКВД СССР полковник Блейхман, Михаил Петрович; награды: орден Ленина, на занимаемой должности с 1939 г. по 1941 г.
- Начальник Ленинградского пожарно-технического училища МВД СССР полковник Голубев, Сергей Гордеевич; на занимаемой должности с 1944 г. по 1947 г., награды: орден Красной Звезды.
- Начальник Ленинградского пожарно-технического училища МВД СССР полковник Чередниченко, Платон Николаевич; на занимаемой должности с 1947 г. по 1949 г., награды: медаль «За отвагу».
- Начальник Ленинградского пожарно-технического училища МВД СССР полковник Котелков, Павел Алексеевич; на занимаемой должности с 1949 г. по 1953 г.
- Начальник Ленинградского пожарно-технического училища МВД СССР полковник внутренней службы Пономарев, Иван Васильевич; на занимаемой должности с 1953 г. по 1963 г.; награды: медаль «За трудовое отличие».
- Начальник Ленинградского пожарно-технического училища МВД СССР полковник внутренней службы Захаров, Михаил Петрович; на занимаемой должности с 1963 г. по 1983 г.; награды: орден Красной Звезды, Дружбы народов, медаль «За отвагу на пожаре» и многие правительственные награды других стран.
- Начальник Ленинградского пожарно-технического училища МВД СССР полковник внутренней службы Безруков, Виктор Иванович, на занимаемой должности с 1983 по 1986 г.
- Начальник Ленинградской Высшей пожарно-технической школы МВД СССР генерал-майор внутренней службы Исаченко, Леонид Иванович; на занимаемой должности с 1986 г. по 1991 г., награды: орден Красной Звезды, два ордена Красного Знамени, медали «За доблестный труд в ВОВ 1941—1945 гг.», «За доблестный труд», «За отвагу на пожаре», знак «Заслуженный работник МООП»
- Начальник Санкт-Петербургской Высшей пожарно-технической школы МВД России генерал-лейтенант внутренней службы Лоскутов, Юрий Николаевич; кандидат горно-минералогических наук, на занимаемой должности с 1991 г. по 1994 г.
- Начальник Санкт-Петербургской Высшей пожарно-технической школы МВД России, с 1997 г. — начальник Санкт-Петербургского института пожарной безопасности МВД России генерал-майор внутренней службы Андреев, Николай Андреевич; доктор социологических наук, на занимаемой должности с 1994 г. по 1998 г.
- Начальник Санкт-Петербургского университета Государственной противопожарной службы Министерства Российской Федерации по делам гражданской обороны, чрезвычайным ситуациям и ликвидации последствий стихийных бедствий генерал-полковник внутренней службы Артамонов, Владимир Сергеевич, доктор военных наук, доктор технических наук, профессор, заслуженный работник высшей школы Российской Федерации, лауреат Премии Правительства Российской Федерации в области науки и техники, на занимаемой должности с 2002 г. по 2012 г.
- Начальник Санкт-Петербургского университета Государственной противопожарной службы Министерства Российской Федерации по делам гражданской обороны, чрезвычайным ситуациям и ликвидации последствий стихийных бедствий Латышев, Олег Михайлович, кандидат педагогических наук, профессор, на занимаемой должности с 2012 по август 2015 г.
- Начальник Санкт-Петербургского университета Государственной противопожарной службы Министерства Российской Федерации по делам гражданской обороны, чрезвычайным ситуациям и ликвидации последствий стихийных бедствий генерал-лейтенант внутренней службы Чижиков, Эдуард Николаевич, кандидат экономических наук, на занимаемой должности с октября 2015 г. по декабрь 2019 г.
- Начальник Санкт-Петербургского университета Государственной противопожарной службы Министерства Российской Федерации по делам гражданской обороны, чрезвычайным ситуациям и ликвидации последствий стихийных бедствий генерал-майор внутренней службы Гавкалюк, Богдан Васильевич, кандидат технических наук, на занимаемой должности со 2 марта 2020 г. по настоящее время

## Выпускники и сотрудники учебного заведения, удостоившиеся звания Героя Советского Союза и Героя Российской Федерации
Герои Советского Союза:

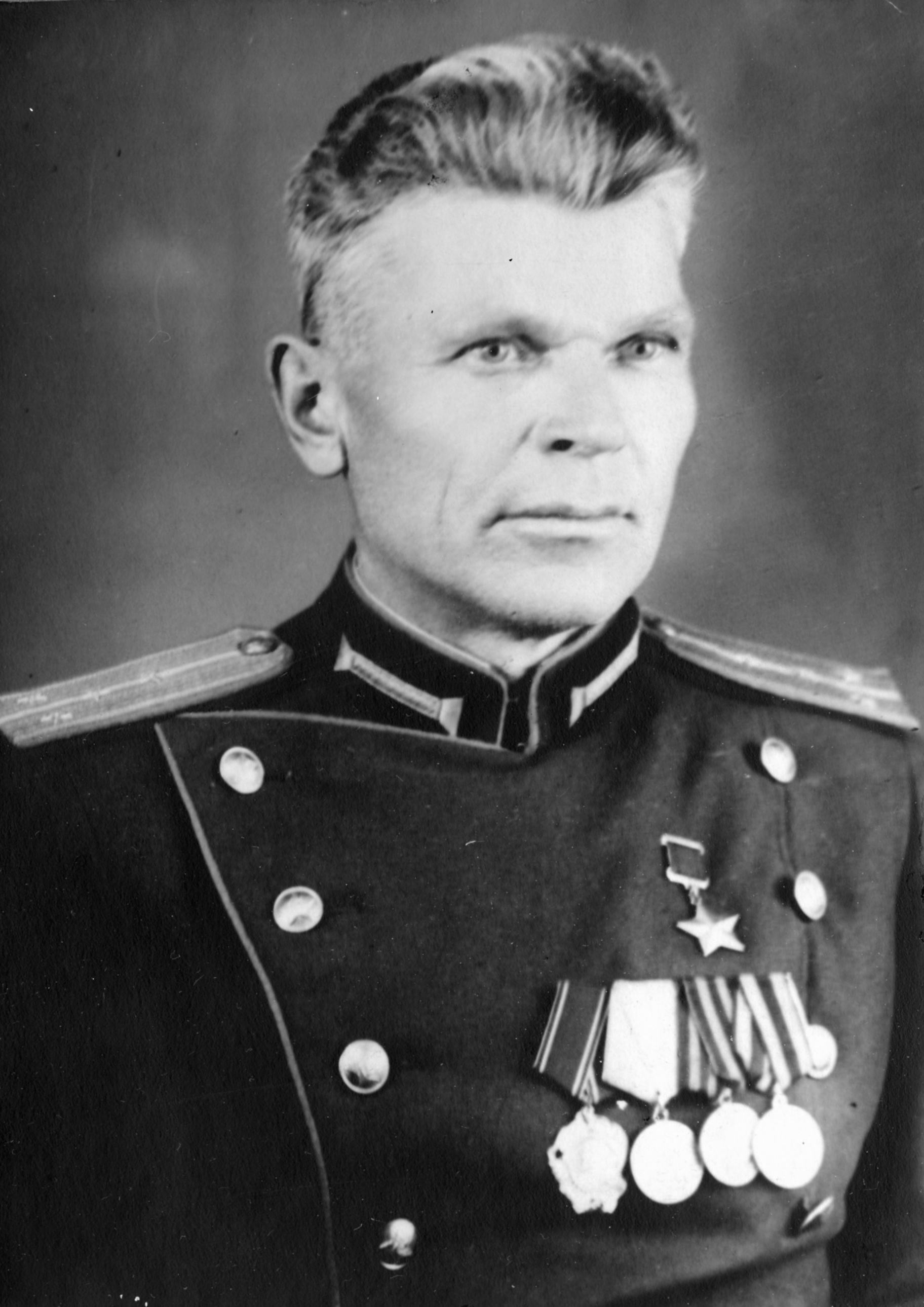
Федор Алексеевич Харитонов

- Федор Алексеевич Харитонов. Участвовал в боях во время советско-финляндской войны 1939—40 годов в звании рядового. Был наводчиком орудия 121-го отдельного противотанкового артиллерийского дивизиона (49-я стрелковая дивизия, 13-я армия).
- Сергей Игнатьевич Постевой. В 1939 году призван в ряды РККА; после увольнения из Красной армии работал в пожарной охране. В июне 1941 году окончил Ленинградскую школу пожарной охраны. работал начальником караула в пожарной охране в городе Москве. В 1943 году был вновь был призван в ряды Красной армии и направлен в Рязанское пулемётное училище.
- Иван Петрович Романов. Учился в Ленинградской технической школе № 1 ВПО НКВД СССР имени Куйбышева, которую окончил в 1940 году.
- Виктор Ефимович Разин. Летом 1943 года добровольцем призван в ряды РККА. Окончил школу снайперов в звании мл. сержант. В боях Великой Отечественной войны — с октября 1943 года.

Герой Российской Федерации:
- Евгений Николаевич Чернышёв. В 1981 году поступил в Ленинградское пожарно-техническое училище МВД СССР. Окончив училище в 1983 году, был распределён для дальнейшего прохождения службы инструктором профилактики в ВПЧ-10 УПО-3 ГУПО МВД СССР. С 1987 года проходил службу в Московском гарнизоне пожарной охраны.

## Деятельность

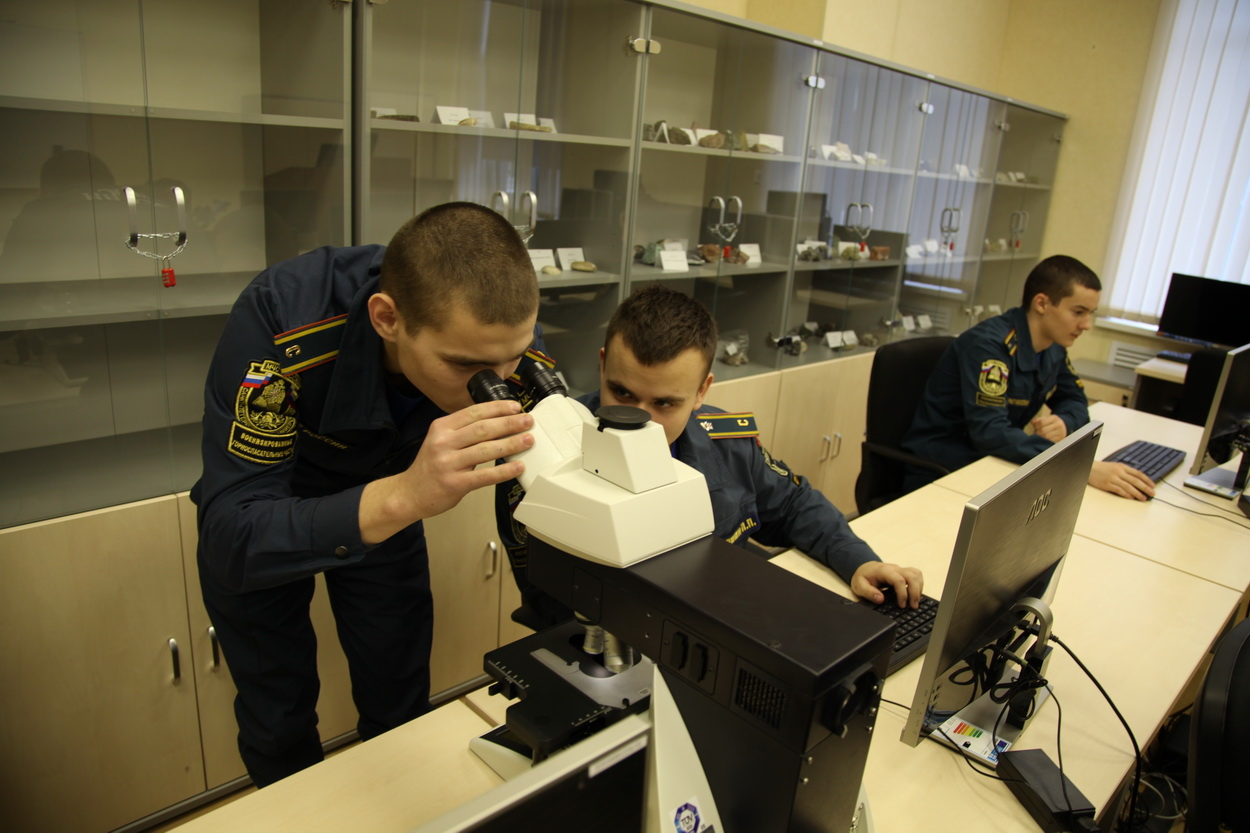
Учебный процесс

В течение пяти лет Санкт-Петербургский университет Государственной противопожарной службы МЧС России в рамках обучения по специальности «пожарная безопасность» осуществляет подготовку специалистов со специализацией «Руководство проведением спасательных операций особого риска», а с 2011—2012 учебного года введена специализация «Чрезвычайное гуманитарное реагирование».

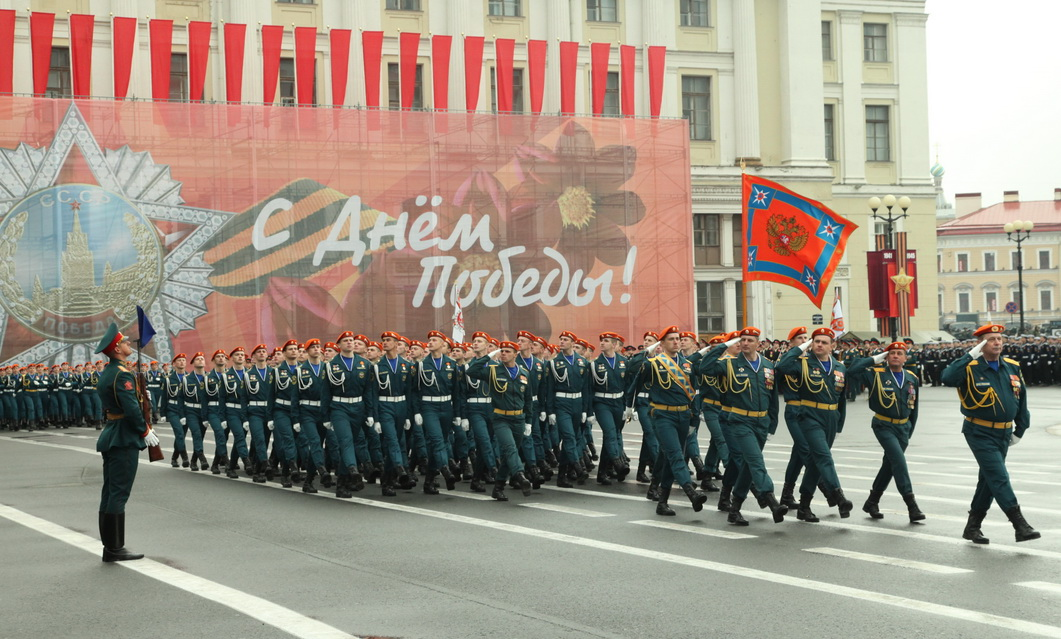
Парадный расчет университета

Парадный расчет университета — постоянный участник торжественного прохождения войск гарнизона, посвященного Дню Победы в Великой Отечественной войне (1941—1945 гг.) на Дворцовой площади Санкт-Петербурга.
1 марта 2013 года на острове Русский открыт новый филиал университета — Дальневосточная пожарно-спасательная академия (о. Русский, Владивосток). Начальник академии — полковник внутренней службы Аникеев Алексей Алексеевич
16 октября 2014 года открыто представительство Санкт-Петербургского университета государственной противопожарной службы МЧС России на базе Российско-сербского гуманитарного центра в городе Ниш (Сербия).
12 апреля 2017 года Санкт-Петербургский университет ГПС МЧС России открыл свое представительство в г. Баку.
14 декабря в Тюмени состоялось торжественное открытие представительства Санкт-Петербургского университета ГПС МЧС России.

### Научная деятельность
Вуз является членом Международной ассоциации пожарных «Институт пожарных инженеров».

### Образовательная деятельность
Основным направлением деятельности университета является подготовка специалистов по специальности «пожарная безопасность», вместе с тем организована подготовка и по другим направлениям, востребованным в системе МЧС России.
В сентябре 2013 года в Санкт-Петербургском университете государственной противопожарной службы МЧС России открыт Кадетский пожарно-спасательный корпус. Корпус стал первым в Санкт-Петербурге официальным подразделением пожарно-спасательного профиля, обучающим по программе среднего (полного) общего образования, действующим в составе высшего учебного заведения МЧС России.

### Критика нарушений академической этики
По результатам исследования Диссернет, в СПб УГПС МЧС России замечен ряд случаев защиты диссертаций, тексты которых написаны с нарушениями академической этики (плагиат). Ими также обнаружено более 15 преподавателей данного вуза с аналогичными нарушениями в диссертациях (см. к примеру).

## Структура
В структуру университета входят 6 институтов, 3 факультета, 6 учебно-научных комплексов, 7 центров, 17 отделов и 1 филиал: Дальневосточная пожарно-спасательная академия (остров Русский во Владивостоке)
Университет имеет представительства в других городах и странах:
- Алма-Ата (Казахстан);
- Махачкала;
- Сыктывкар;
- Стрежевой (Томская область);
- Уфа;
- Севастополь;
- Горячий Ключ;
- Тюмень;
- Ниш (Республика Сербия);
- Бар (Республика Черногория);
- Баку (Азербайджанская Республика).

Университет ведет активное сотрудничество с учебными заведениями и пожарно-спасательными службами Сербии, Черногории и Словакии, направленное на создание представительств в этих государствах.

### Институты
- Институт развития;
- Институт заочного и дистанционного обучения;
- Институт безопасности жизнедеятельности (осуществляет свою деятельность на платной основе);
- Научно-исследовательский институт перспективных исследований и инновационных технологий в области безопасности жизнедеятельности.
- Институт нравственно-патриотического воспитания
- НИИ перспективных исследований и инновационных технологий в области безопасности жизнедеятельности

### Факультеты
- Факультет инженерно-технический;
- Факультет экономики и права;
- Факультет подготовки кадров высшей квалификации.

### Кафедры
- Кафедра высшей математики и системного моделирования сложных процессов
- Кафедра горноспасательного дела и взрывобезопасности
- Кафедра гражданского права
- Кафедра защиты населения и территорий
- Кафедра иностранных языков и культуры речи
- Кафедра криминалистики и инженерно-технических экспертиз
- Кафедра механики и инженерной графики
- Кафедра надзорной деятельности
- Кафедра организации пожаротушения и проведения аварийно-спасательных работ
- Кафедра педагогики и психологии экстремальных ситуаций
- Кафедра переподготовки и повышения квалификации специалистов
- Кафедра пожарной безопасности зданий и автоматизированных систем пожаротушения
- Кафедра пожарной безопасности технологических процессов и производств
- Кафедра пожарной, аварийно-спасательной техники и автомобильного хозяйства
- Кафедра практической подготовки сотрудников пожарно-спасательных формирований
- Кафедра прикладной математики и информационных технологий
- Кафедра сервис безопасности
- Кафедра системного анализа и антикризисного управления
- Кафедра теории и истории государства и права
- Кафедра трудового права
- Кафедра управления и экономики
- Кафедра физико-технических основ обеспечения пожарной безопасности
- Кафедра физико-химических основ процессов горения и тушения
- Кафедра физической подготовки
- Кафедра философии и социальных наук
- Кафедра экономики и права (ИБЖ)

## Сибирская пожарно-спасательная академия
Приказом Министра Российской Федерации по делам гражданской обороны, чрезвычайным ситуациям и ликвидации последствий стихийных бедствий от 27.08.2008 № 504 в Железногорске Красноярского края 1 сентября 2008 года создан Сибирский филиал Санкт-Петербургского университета Государственной противопожарной службы МЧС России. Это единственное высшее учебное заведение МЧС России за Уралом, выполняющее кадровый заказ для регионов Сибири и Дальнего Востока по качественной подготовке высококвалифицированных специалистов в области обеспечения пожарной безопасности.
С 1 сентября 2011 года Сибирский филиал Санкт-Петербургского университета Государственной противопожарной службы МЧС России переименован в Сибирский институт пожарной безопасности — филиал Санкт-Петербургского университета ГПС МЧС России (Приказ Министра Российской Федерации по делам гражданской обороны, чрезвычайным ситуациям и ликвидации последствий стихийных бедствий № 362).
На основании приказа МЧС России от 28.12.2012 года № 814 «О Сибирской пожарно-спасательной академии — филиале Санкт-Петербургского университета ГПС МЧС России» с 01 марта 2013 года институт стал Сибирской пожарно-спасательной академией — филиалом Санкт-Петербургского университета ГПС МЧС России.
Сегодня Академия — высшее учебное заведение, выполняющее кадровый заказ ГПС МЧС России по подготовке высококвалифицированных специалистов для регионов Сибирского федерального округа в области обеспечения пожарной безопасности, с уровнем подготовки, соответствующей государственным образовательным стандартам и квалификационным требованиям. Академия реализует программы высшего профессионального образования, послевузовского профессионального образования и дополнительного профессионального образования. В настоящее время академия не входит в состав Санкт-Петербургского университета ГПС МЧС России, и функционирует как самостоятельное учреждение высшего профессионального образования.

## Дальневосточная пожарно-спасательная академия
Дальневосточная пожарно-спасательная академия — филиал Санкт-Петербургского университета ГПС МЧС России открыт 1 марта 2013 года в соответствии с приказом МЧС России. В настоящее время обучение в филиале осуществляется по специальностям «Пожарная безопасность».
Ежегодный планируемый набор в Дальневосточную пожарно-спасательную академию осуществляется на основе Правил приема в Санкт-Петербургский университет Государственной противопожарной службы МЧС России.

## Спорт
В университете регулярно проводятся первенства по:
- пожарно-прикладному и спасательному спорту;
- мини футболу;
- шахматам;
- баскетболу;
- легкой атлетике;
- волейболу;
- гиревому спорту;
- хоккею;
- американскому футболу;
- чирлидингу.

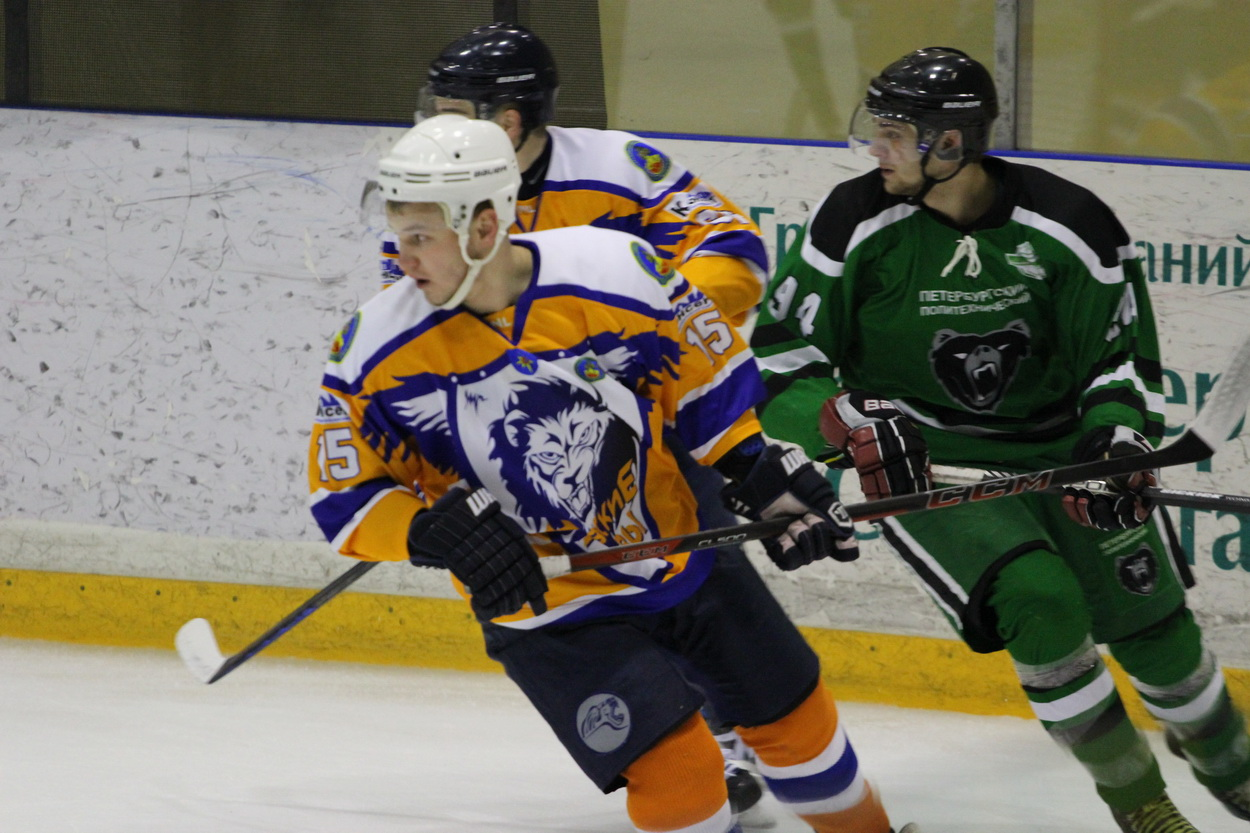
Игроки сборной команды по хоккею, входящей в состав спортивного клуба университета «Невские львы»

С 2014 года спортивный клуб университета «Невские львы» стал членом Ассоциации студенческих спортивных клубов России. В составе клуба спортивные команды по футболу, хоккею, волейболу, баскетболу, американскому футболу, черлидингу.
В составе команд университета по пожарно-прикладному спорту и спасательному спорту неоднократные чемпионы мира, победители международных и российских первенств.
Вуз является участником чемпионатов в рамках розыгрыша кубка вузов. Сотрудники и обучающиеся в университет занимаются различными видами спорта, команды университета являются постоянными участниками различных спортивных турниров, спартакиад, чемпионатов, проводимых как в Санкт-Петербурге, России и за рубежом. Слушатели и курсанты университета являются членами сборных команд МЧС России по различным видам спорта.
В сезоне 2014/2015 сборная команда университета по баскетболу заняла 1-е место среди вузов Санкт-Петербурга в 3 группе, получив возможность перехода во вторую группу в следующем сезоне.